# Kerstin Åqvist
Kerstin Margareta Åqvist, född 31 maj 1907 i Trollhättan, död 17 juli 1934 i Bromma, var en svensk målare.
Hon var dotter till direktören för Stridsberg & Biörck i Trollhättan Orvar Åqvist och Jenny Elfrida Stridsberg och gift med löjtnanten Stig Gustaf Kasimir Bergh. Åqvist studerade vid Konsthögskolan 1928–1929 och var under en kort period verksam som konstnär, huvudparten av hennes alster återfinns i privat ägo. Makarna Bergh är begravda på Norra begravningsplatsen utanför Stockholm.